# Comuna Ternove, Dobrovelîcikivka
Ternove (în ucraineană Тернове) este o comună în raionul Dobrovelîcikivka, regiunea Kirovohrad, Ucraina, formată din satele Novostankuvata și Ternove (reședința).

## Demografie
Componența lingvistică a comunei Ternove
     Ucraineană (92,05%)
     Română (4,26%)
     Rusă (3,29%)
     Alte limbi (0,38%)
Conform recensământului din 2001, majoritatea populației comunei Ternove era vorbitoare de ucraineană (92,05%), existând în minoritate și vorbitori de română (4,26%) și rusă (3,29%).